# Neoramia finschi
Neoramia finschi är en spindelart som först beskrevs av Ludwig Carl Christian Koch 1872.  Neoramia finschi ingår i släktet Neoramia och familjen trattspindlar. Inga underarter finns listade i Catalogue of Life.